# Kemloko (Godong)
Kemloko is een bestuurslaag in het regentschap Grobogan van de provincie Midden-Java, Indonesië. Kemloko telt 4013 inwoners (volkstelling 2010).